# Сафонов Даніїл Юрійович
Даниї́л Ю́рійович Сафо́нов (24 жовтня 1993, м. Донецьк — 2 травня 2022, м. Маріуполь) — український поліціянт, військовослужбовець Збройних сил України, учасник російсько-української війни. Герой України (2023).

## Життєпис
Даниїл Сафонов народився 24 жовтня 1993 року в місті Донецьку.
У 2014 році після початку російсько-української війни, переїхав до бабусі в Маріуполь. Згодом перебрався до Теребовлі, що на Тернопільщині, де мешкала його сестра, яка також у 2014 році виїхала з Донецька через війну.
Служив за контрактом у 44-й окремій артилерійській бригаді.
У 2019 році після закінчення контракту повернувся в Маріуполь, де вступив до лав патрульної поліції. З початком російського вторгнення в Україну 2022 року боронив місто. У квітні 2022 року передислокувався зі своїми побратимами до заводу «Азовсталь», де й загинув 2 травня.
Похований 21 червня 2022 року в Теребовлі на Тернопільщині.
Залишилась батьки, брат та син.

## Нагороди
- Герой України з удостоєнням ордена «Золота Зірка» (8 липня 2023, посмертно) — за особисту мужність і героїзм, виявлені у захисті державного суверенітету та територіальної цілісності України, самовіддане служіння Українському народові[2].